# ایو کلن
ایو کلَن (به فرانسوی: Yves Klein) (متولد ۲۸ آوریل ۱۹۲۸ در نیس - درگذشت ۶ ژوئن ۱۹۶۲ در سن ۳۴ سالگی در پاریس) نقاش فرانسوی‌ست.
کلَن در شهر نیس فرانسه، در ادارهٴ نیروی دریایی، آپس متولد شد. والدین او فرد کلَن و ماری ریموند هر دو نقاش بودند. او رهبر جنبش نئورئالیسم و همچنین پیشگام در توسعهٔ هنر اجرا و هنر مینیمال و هنر پاپ بود. او در سال ۱۹۵۸ در پاریس نمایشگاه جنجالی با عنوان خلاء بر پا کرد که فضای آبی رنگ پیش از ورودی گالری از محیط اسرارآمیز داخل خبر می‌داد. ذهنیت‌های کلَن در مورد فضا و آسمان باعث بکارگیری مفرط رنگ آبی شد، در نتیجه بوم‌هایی را که سراسر آبی بودند به وجود آورد. او هنگامی که مشغول تماشای فیلم موندوکان در فستیوال فیلم کن در ۱۱ مه ۱۹۶۲ بود، دچار حمله قلبی شد و پس از آن نیز دچار دو حمله قلبی دیگر شد که دومین آن، او را در ۶ ژوئن ۱۹۶۲ از پای درآورد.

## دوران جوانی
در ۱۹ سالگی کلَن به همراه دوستانش، در ساحلی در جنوب فرانسه تصمیم گرفتند تا جهان را بین خود تقسیم کنند. آرمان زمین را انتخاب کرد، کلود کلمات را، ولی کلَن فضای آسمانی را، فضایی که اطراف کرهٔ زمین را احاطه کرده‌است. این چهره جنجالی هنر فرانسه در سال‌های میانی قرن، ابتدا همراه با هنرمندان دیگری چون آرمان، ژان تنگلی و دانیال اسپوری عضو گروه نئورئالیست بود. گروه مذکور، جریانی نوگرا با دیدگاهی انتقادی و کنایه‌وار نسبت به دنیای صنعتی و مدرن بود که موضعی ستیزه‌گر در برابر رسانه نقاشی داشت و بر اساس همین ویژگی توسط منتقد معروف فرانسوی پیر رستانی معرفی شد. او هم مردم را به ساحت معنوی دعوت می‌کرد و هم با تمهیداتی عجیب و غریب، انگاره‌های معنوی‌اش را می‌فروخت. در نتیجه هم چهره آوانگارد از خود به نمایش می‌گذاشت و هم آزادی‌های آوانگاردیسم را به فروش می‌رساند. این جلوه‌های متضاد منتقدان را در دفاع از وی در وضعیتی دشوار قرار می‌داد، به‌طوری‌که عده‌ای او را یک نابغه هنری معرفی می‌کردند و عده‌ای دیگر یک شارلاتان. ایو کلَن همچون یک نوجوان، احساساتی و رمانتیک بود، شیفته آئین‌ها، فرهنگ‌ها و فرقه‌های دینی بود. او از سن ۲۰ سالگی با یک فرقه مسیحی که از اصول ماکس هندل در تکامل معنوی بشر پیروی می‌کرد، آشنا شد و سراسر عمر هنری اش تحت تٲثیر آرمان‌های آن قرار داشت. این فرقه تٲکید بر دوری از عصر مادی‌گرایی حاضر و سیر و سلوک به دوران موعود و آکنده از روح را دارد، و برای رسیدن به رستگاری، دعوت به معنویت ناب می‌کردند، و به دست آوردن این معنویت با هیچ پنداری و تهی انگاری محقق می‌شود، در نتیجه فضای خالی سرشار از معنویت و انرژی معنوی بود. این اندیشه تا حدی متٲثر از آئین ذن در بودیسم است که مفهوم سعادت معنوی در آن بود، که کلَن در سفرش به ژاپن آموخته بود. او در سال ۱۹۸۵ در پاریس نمایشگاه جنجالی با عنوان خلٲ برپا کرد، که فضای آبی رنگ پیش از ورودی گالری از محیط اسرارآمیز داخل خبر می‌دهد. فرش ورودی، پرده‌های نمایشی آویزان شده و چهارچوب در و پنجره‌ها همگی به رنگ آبی لاجوردی بودند. کارت دعوت نمایشگاه، وسایل پذیرایی از مهمانان و حتی لباس مخصوص دو گارد مراقب جلوی درب ورودی نیز همین رنگ را داشتند. اما تمام آن چیزی که بازدید کنندگان پس از عبور از این همه آبی، در داخل گالری می‌دیدند، فقط رنگ سفید بود و فضای تهی! اثاثیه و مبلمان از فضای داخل گالری تخلیه شده و روی تنها میز باقی‌مانده پارچه‌ای سفید پهن شده بود. سطوح دیوارها، سقف و کف، در پوششی کاملٱ سفید، بیکرانی از بیرنگی را پدیدآورده بودند. آنچه که به نمایش گذاشته شده بود، در واقع چیزی نبود جز خلاء. این رویداد، در حقیقت به جای نمایش «شیء» هنری، «اجرایی» نمادین را ارائه می‌کرد که با سه رهیافت هنری کلَن مرتبط بود: «خلاء»، «رنگ آبی»، و اجراهای موسوم به «انسان نگاری». آلبر کامو نویسنده مشهور فرانسوی وقتی که از این نمایشگاه بازدید کرد در دفترچه یادبود آن نوشت: «تهی اما سرشار از قدرت». کلَن خود بر این باور بود که: «جوهر نقاشی شرایطی است که هنرمند توسط نیروی خلاقانه اش و با ایجاد رابطه بین عناصر به وجود می‌آورد و این شرایط، در واقع یک پوسته مرموز است که هنرمند آن را آبستن تصاویر نقاشی می‌سازد.» در طول سال‌های ۱۹۴۸–۱۹۵۲ به ایتالیا سفر کرد و سپس به انگلستان و اسپانیا و ژاپن رفت. در ژاپن در اوایل سن ۲۵ سالگی در رشته جودو استاد شد و کمربند دان سیاه را از کودوکان دریافت کرد، که در آن زمان دستاوردی قابل ملاحظه برای یک غربی بود. او در سال ۱۹۵۳ در ژاپن ماند. کلَن مدتی بعد کتابی دربارهٔ جودو تحت عنوان اصول و مبانی جودو تٲلیف کرد. در سال ۱۹۵۴ به‌طور دائم ساکن پاریس و به‌طور جدی فعالیتش را در دنیای هنر شروع کرد. کلَن دوست داشت تصور کند قادر است پرواز کند. در این اشتیاق، شیفتگی کلَن به «فضا» و «رنگ آبی» کاملٱ عیان است: او هر دو را برگرفته از روح آسمان می‌دانست. این تصویر یکی از ماندگارترین تصاویر نئو-آوانگارد با عنوان «نقاش فضا خود را به درون خلاء پرتاب می‌کند» می‌باشد. در این تصویر کلَن خودش را مثل پرنده‌ای سبکبال برای به آغوش گرفتن فضا پرتاب می‌کند. در واقع عکس مونتاژ شدهٔ یک پرش مطمئن کلَن است. جذابیت این تصویر تا حدی به خاطر ساختگی بودن آن است: کلَن چیزهای تصنعی و غیرواقعی را دوست داشت. او مثل مارسل دوشان و نسل هنرمندان پیشرو نیویورکی در دههٔ ۶۰، به صحت و صداقت هنر مدرن در بیان احساسات اعتقادی نداشت.

## عصر آبی (آثار مونوکروم)
ذهنیت‌های کلَن در مورد فضا و آسمان، به تدریج او را در مقام یک نقاش دگراندیش به سمت بکارگیری مفرط «رنگ آبی» به عنوان رنگ فضای لایتناهی، رنگ سحرانگیز افق و دریاهای بیکران سوق داد. او در این فرایند، به شکلی متهورانه به سمت خلق بوم‌هایی سراسر آبی متمایل شد که اکنون معروف‌ترین آفرینش‌های هنرمند به‌شمار می‌آیند. ارائه یک بوم که حاوی چیزی جز گسترهٔ مطلق رنگ آبی نیست، در آن زمان حرکتی کاملٱ جسورانه بود که خیلی زود برای کلَن شهرتی فراوان به همراه آورد. اما دست کم دو تجربهٔ دیگر در کاهش فرم هنری به یک حوزهٔ تک رنگ، یا مونوکروم، بر بوم‌های آبی کلَن تقدم تاریخی داشتند: «نقاشی‌های سفید» راشنبرگ متعلق به سال ۱۹۵۲ و خیلی پیشتر از آن «مربع سیاه» و «سفید روی سفید» کازیمیر مالویچ متعلق به سال‌های ۱۹۱۵ تا ۱۹۵۲. بوم‌های سفید راشنبرگ، بر مبنای طرد کامل روایتگری‌های ذهنی- احساسی و خود بیانگری‌های اکسپرسیونیسم انتزاعی خلق شده بودند، در حالی که مونوکروم‌های آبی کلَن، سرشار از اشارات معنایی و کنایات استعاری هستند؛ و تابلوهای مالویچ در پی انتزاع سوپره ماتیسم در کاهش عناصر شکلی و ادغام سطوح کوبیستی بودند، در حالی که ساختار و تکنیک برای مونوکروم‌های کلَن مهم نبود، بلکه برای او تٲکید بر تجلی رنگ آبی مهم بود. رنگ آبی برای کلَن، برآمده از آسمان، دریاها و کهکشان‌هاست. آبی غنی شدهٔ او به مثابه خالص‌ترین و معنوی‌ترین رنگ، پدیده‌ای حتی فراتر از آبی طبیعت، بلکه رنگ قدسی است، مثل رنگ بهشت، فضای لایزال و روح خالص. بر این اساس توجه او به رنگ آبی، همانند رویکردش به فضا و خلاء از سطح طبیعت گرایانه فراتر رفته، به اندیشه‌های متعالی معطوف می‌شود. ایو کلَن بعدها آبی لاجوردی خود را رنگی انحصاری و جهانی معرفی و حتی فرمول تهیه و ترکیب آن را منتشر کرد. «آبی بین‌المللی کلَن» یا I.K.B شاید اولین تلاش برای شیئی کردن بود، که البته برخی آن را آمیزش نا مشروع هنر تجارت و کالایی کردن خلاقیت هنرمند ارزیابی کردند. در این رنگ، چسب خاصی با پودر رنگ ترکیب می‌شد که کیفیت درخشانی بدان می‌بخشید. آبی استاندارد شده کلَن، علاوه بر بوم‌های نقاشی، بر روی اشیاء، به سان مجموعه همرنگی از فراورده‌های صنعتی، بعدها به دوره آبی کارهای کلَن، مشابه نقاشی‌های دوره آبی پیکاسو، شهرت یافتند. مونوکروم‌های آبی کلَن، از سال ۱۹۵۵ کیفیت عمیق‌تری پیدا کرده و اشارات معنوی در آن‌ها به نحو آشکارتری ظاهر می‌شود. نمایش این آثار در سال ۱۹۵۷ در شهرهای پاریس و میلان، با تبلیغات عمومی وسیعی همراه بود. پخش کارت پستال‌های آبی، به پرواز درآوردن ۱۰۰۱ بالون آبی و ادعاهای خیالی هنرمند در مورد قدرت معنوی تک رنگ‌های آبی، از جمله این که: «از طریق رنگ احساس یگانگی کاملی با فضا پیدا می‌کنم.»، «آبی‌ها به من رهایی می‌بخشند» و «تابلوهای تک رنگ من اندیشهٔ وحدت مطلق را ارائه می‌کنند» کلَن در گالری آپولینر شهر میلان، بوم‌های آبی کاملٱ مشابه و بدون قاب را پس از مشورت با خریداران به قیمت‌های متفاوتی به فروش می‌رساند. بدین ترتیب که ابتدا نظر بازدیدکنندگان را جویا شده و سپس قیمت اثر را بر اساس میزان فهم انتقادی و درک هنری آنان تعیین می‌کرد؛ بنابراین بهای اثر برای کسانی که «حساسیت بصری» بیشتری داشته و دریافت عمیق‌تری از آثار را ابراز می‌کردند، بیشتر تعیین شده و مجبور بودند که مبلغ بیشتری بپردازند. در واقع معیار ارزش‌گذاری مادی اثر، به تعبیر کلَن، «آگاهی بصری» مخاطبان بود: پنداری مشابه نگرهٔ مارسل دوشان در تٲکید بر سهم مخاطب، که در اینجا علاوه بر درک اثر هنری، ارزش‌گذاری مادی آن را نیز شامل می‌شد. ایو کلَن در سال ۱۹۵۷ در پیامد بوم‌های تک رنگش، در اظهار نظری ظاهرٱ عجیب اما تقریبٱ هم سنخ با گفته‌های پیشینش، مدعی شد که زمین در کلیت خود آبی است. او سپس این ادعا را در اثری با عنوان «کره آبی» تجسم بخشید. چهار سال بعد یوری گاگارین فضانورد روسی در گزارشی اعلام کرد که رنگ کرهٔ زمین بر اساس مشاهداتش در فضا، آبی غلیظ است. خالق تک رنگ‌های آبی بر این باور بود که این رنگ با وجود آنکه دریاها و آسمان را تداعی می‌کند، از همهٴ رنگ‌ها انتزاعی تر است: «آبی، با آنکه بسیار در طبیعت مشهود است، لیکن بر خلاف رنگ‌های دیگر فاقد شخصیتی ملموس و عینی است.»

## ایوکلَن و پندارهای آبی
«من از طریق رنگ نوعی احساس هم ذات پنداری کامل با فضا پیدا می‌کنم؛ احساسی که واقعٱ مرا آزاد می‌سازد.»

## انسان‌نگاری‌های دوران آبی
اما معروف‌ترین و جنجالی‌ترین کارهای کلَن، نقاشی‌های بدنی یا به تعبیر «انسان نگاری‌های دوران آبی» است؛ که از جسورانه‌ترین کارهای تاریخ هنر مدرن است. او از بدن برهنهٔ زنان به مثابهٔ برس‌هاس زنده استفاده می‌کرد و خودش تنها یک هدایت‌کننده بود و هیچ گونه تماسی با زن‌ها و بوم نداشت. در برخی از اجراها بدن زنان رنگ می‌شد و با غلت زدن روی بوم رنگ آبی ثبت می‌شد و در برخی دیگر زنان به تابلوها می‌چسبیدند و با اسپری دور آن‌ها رنگ می‌شد. این تجربیات، همیشه در برابر تماشاگران و با همراهی یک ارکستر موسیقی که یک سمفونی با یک نت واحد را می‌نواخت، صورت می‌پذیرفت. رویداد انسان‌نگاری دوران آبی که در سال ۱۹۶۰ همراه با یک قطعهٔ موسیقی مونوتون به‌طور زنده اجرا شد، یکی از معروف‌ترین نمونه‌های این ژّانر است. تابلوهای خلق شده در این اجراها، با عنوان کلی Ant، بر گرفته از ابتدای کلمهٔ «انتروپومتری» به نمایش درآمده. تکه‌های پراکنده‌ای که از تماس‌های متناوب بدن با سطح تابلو پدید آمده‌اند، مشابه سطوح کوبیستی و یادآور تابلوی «برهنه در حال پایین آمدن از پله‌ها» اثر مارسل دوشان هستند که پیکره زن را در تجزیه سطوح مختلف به تصویر کشیده‌است. پیکره زن‌ها در تصاویر انسان‌نگاری، فاقد هویت و غیرقابل شناسایی است؛ گویی که تابلوی نقاشی در زمانی با بدن همگن شده، لیکن اکنون جسم گریخته و تنها روح باقی‌مانده‌است. این کار او در امتداد کار جکسون پولاک بود، چون هر دو بوم را بر روی زمین قرار می‌دادند و از قلمو استفاده نمی‌کردند. اما کار پولاک انتزاعی بود و خود رنگ روی بوم می‌پاشید. اما در کار کلَن معلوم بودن پیکره زن‌ها نشان دهندهٔ فیگوراتیو بودن تابلوهاست، و او تنها هدایت‌کننده و ناظر بوده‌است؛ که از منظر حساسیت‌های فمنیستی معاصر، حضور یک مرد ژیگول با لباس رسمی در برابر جمعیتی از تماشاگران عمدتٱ بورژوایی از زنان برهنه به مثابهٔ ابزار کار استفاده می‌کند، چقدر می‌تواند صحنه بحث‌برانگیزی باشد. تفاوت دوم کار این دو هنرمند به روش و فرایند نقاشی مربوط می‌شود. برای پولاک رها و آزاد ریخته شدن رنگ‌ها مهم بود، اما برای کلَن، وسیله انتقال رنگ بر روی بوم مهم بود. او رنگ را از طریق تماس با بوم ثبت می‌کرد. او عقیده داشت بدن انسان انرژی خودش را به بوم نقاشی منتقل می‌کند؛ و سایر آثار کلَن که با این روش انجام شده بود، عبارتند از تابلوهای ثبت و ضبط باران که کلَن در حین رانندگی در زیر باران با سرعت۷۰ مایل در ساعت، بومی که به سقف ماشین گره زده بود روی آن آثاری از دوده‌ها ایجاد می‌شد که توسط مشعل گاز سوزانده شده بود. کلَن ابتدا به خلق تصاویر تک رنگ علاقه نشان داد، اما بعدها چندین روش غیر مرسوم دیگر برای خلق آثار هنری‌اش بکار گرفت. برای مثال او یک بار توسط یک شعله افکن سطح کاغذ را سوزانده و بار دیگر توسط باران مصنوعی بوم آماده خود را تحت تٲثیر قرار داده و بدین ترتیب آثاری در مرز بین شکل‌گیری و انتزاع پدیدآورد. آثار هنری کلَن گرچه به اندازه آنچه که هم‌زمان در نیویورک رخ می‌داد از تکنیک و مهارت بالایی برخوردار نبود، اما لطیف‌تر و شاعرانه تر به نظر می‌رسیدند. در مجموع کلَن را باید قطب اروپایی جنبش هنری پاپ دانست که بیشتر در آمریکا توسط راشنبرگ و جاسپر جانز به ظهور رسیده بود. اما از سوی دیگر شیوه دادائیسم در اروپا را تداوم بخشید. به همین دلیل در سال‌های پایانی عمرش در میان تمایلات هنری متنوعی سرگردان بود. اما توانست دادائیسم را با گرایش‌های هنرمندانی که به نحوی در حاشیه ٴ دادا قابل توضیح بودند، پیوند دهد. از جملهٴ این هنرمندان لوچیو فونتانا که تجربیاتش با بوم‌های تک رنگ و شکاف دار شناخته می‌شود و پیترو مانتزونی است. اما بدون شک ایوکلَن، عمده‌ترین شخصیت در میان نئودادائیست‌های اروپایی است؛ که بیشتر برای شخصیت هنرمندانه‌اش - و نه آنچه که پدیدآورده بود- شهرت یافت. او مصداق بارزی از هنرمند اروپایی دههٴ ۱۹۶۰ است که پیوسته در صدر ارائه شخصیت کاملٱ خلاق از خود بوده و این تمایل را تا حد نادیده گرفتن محصول هنری خود دنبال می‌کرد.

## سال‌های پایانی عمر
توجه کلَن در سال‌های پایانی عمرش به موضوع آتش معطوف بود. عبارت معروف او «در قلب خلاء و نیز در قلب انسان، آتشی شعله‌ور است» به خوبی از عمق ذهنیت‌های او در این باب خبر می‌دهد. او واقعٱ از شعله‌های مستقیم آتش روی بوم استفاده می‌کرد. آتش در این آثار مثل بدن زن در انسان‌نگاری‌های او بود؛ که آتش از طریق تماس با بوم آغشته به مواد شیمیایی در اثر سوختگی، طرح‌های انتزاعی را به وجود آورده‌است. سال‌های اثر سوختگی، طرح‌های انتزاعی را به وجود آورده‌است. سال‌های آخر حرکت هنری او مرز بین مفاهیم معنوی و فانتزی‌های ساختگی بود و برای این موضوع سختی‌های زیادی کشید، مثلٱ سفری به ژاپن داشت، برای شناخت آیین ذن و شناخت واکنش‌های شیمیایی برای خلق تابلوهای ساخته شده از آتش، که سرانجام باعث تشدید بیماری او در سن ۳۴ سالگی شد. پسرش چند ماه بعد از مرگ پدر در نیس فرانسه به دنیا آمد و در رشته‌های معماری و طراحی و مجسمه‌سازی تحصیل کرد و سپس دست به خلق مجسمه‌های رباتی زد.